# Шэньчжэнь (футбольный клуб)
«Шэньчжэнь» (кит. 深圳市足球俱乐部) — китайский футбольный клуб, выступающий в Суперлиге Китая по футболу. Представляет город Шэньчжэнь, (провинция Гуандун, КНР). Домашний стадион команды — Бамбуковый Лес. Ранее команда носила названия «Шэньчжэнь Азия Трэвэл», «Шэньчжэнь Сянсюэ Эйсити», «Шэньчжэнь Кингвэй», «Шэньчжэнь Цзяньлибяо», «Шэньчжэнь Пинань» и «Шэньчжэнь Руби». Мажоритарным владельцем клуба является компания «Kaisa Group», которая выкупила пакет акций в апреле 2016 года.

## История создания
Клуб официально создан 26 января 1994 года и до 1995 года назывался «ФК Шэньчжэнь» (深圳足球俱乐部), затем сменил название на «Шэньчжэнь Фэйяда» (深圳飞亚达). С момента создания и до настоящего момента регулярно менял названия. На профессиональном уровне команда начала выступать с третьей лиги, последовательно выигрывала турниры третьей и второй лиг, после чего в 1996 году попала в Китайскую Лигу Цзя-А. По прошествии одного сезона клуб потерял место в элитном дивизионе, однако вскоре вернулся обратно, после чего команда стала постоянным участником турнира. 

### Изменение названий клуба
- 1994—95: ФК Шэньчжэнь (深圳足球俱乐部)
- 1996: Шэньчжэнь Фэйяда (深圳飞亚达)
- 1997—98: Шэньчжэнь Пинъань (深圳平安)
- 1999: Шэньчжэнь Пинъань Иншурэнс (深圳平安保险)
- 2000—01: Шэньчжэнь Пинъань Кэцзянь (深圳平安科健)
- 2002: Шэньчжэнь Пинъань Иншурэнс (深圳平安保险)
- 2003—05: Шэньчжэнь Цзяньлибао (深圳健力宝)
- 2006—07: Шэньчжэнь Кингвэй (深圳金威)
- 2007—08: Шэньчжэнь Шанцинъинь (深圳上清饮)
- 2009: ФК Шэньчжэнь Азиа Трэвэвл (深圳足球俱乐部)
- 2010—2014: ФК Шэньчжэнь Руби (深圳红钻)
- 2015—н. в.: Шэньчжэнь (深圳)

Клуб «Шэньчжэнь Руби» является одной из пяти команд, которым удавалось выиграть Суперлигу. Это случилось в 2004 году. Однако несмотря на этот успех, клуб постоянно преследовали финансовые проблемы. Тренер команды Чжу Гуанху в победном для себя сезоне получил звание «лучший тренер года в Китае» и был назначен тренером национальной сборной.
Однако, после ухода Чжу Гуанху в национальную сборную, клуб начали преследовать неудачи во внутреннем первенстве — в следующем за золотым сезоном чемпионате команда заняла лишь 12-е место (третье с конца). Новый тренер команды Чи Шанбинь, который начинал выступления с «Шэньчжэнем» в Лиге чемпионов Азии 2005 года, был вынужден под давлением игроков (особенно капитана Ли Вэйфэна и лучшего игрока Ян Чэня) уйти в отставку. Чи был недоволен сложившейся в команде ситуацией и попытался найти общий язык с игроками клуба, однако в итоге Ли Вэйфэн выбил окно в тренерском офисе, а Ян Чэнь постоянно напоминал о том, что «его усилия ни к чему не приведут». Несмотря на хаос в команде, «Шэньчжэнь» благополучно добрался до стадии полуфиналов Лиги Чемпионов Азии, победив «Аль-Ахли», представлявшим Саудовскую Аравию. Однако, дорогу в финал преградил «Аль-Айн» из ОАЭ.
21 января 2009 года «ФК Шэньчжэнь» перешел под контроль инвестора из Гонконга, который приобрёл 51 % акций клуба. Оставшиеся 49 % он получал постепенно в течение 6 месяцев. Новым председателем совета директоров стал выходец из Шэньчжэня Фань Юйхун. Кроме того, Фань Юйхун становился и новым главным тренером команды. 28 февраля 2009 года Фан Юйхун объявил, что новыми спонсорами команды будут держатели акций компании «China Motion», располагающейся в Гонконге. Затем начались переговоры о новых цветах клуба и названии спонсора на одежде, которые продолжались достаточно долго, однако позволили говорить о начавшейся стабилизации.
Клуб расформирован 22 января 2024 года 

## Достижения
- Чемпион Суперлиги Китая по футболу: 2004
- Финалист кубка Суперлиги Китайской футбольной ассоциации: 2004, 2005
- Финалист Лиги Цзя-А: 2002
- Чемпион Лиги Цзя-Б: 1995
- Финалист Лиги Цзя-Б: 1997

## Результаты за все время выступлений
| Сезон    | 1994 | 1995 | 1996 | 1997 | 1998 | 1999 | 2000 | 2001 | 2002 | 2003 | 2004 | 2005 | 2006 | 2007 | 2008 | 2009 | 2010 | 2011 | 2012 | 2013 | 2014 | 2015 | 2016 |
| -------- | ---- | ---- | ---- | ---- | ---- | ---- | ---- | ---- | ---- | ---- | ---- | ---- | ---- | ---- | ---- | ---- | ---- | ---- | ---- | ---- | ---- | ---- | ---- |
| Дивизион | 3    | 2    | 1    | 2    | 1    | 1    | 1    | 1    | 1    | 1    | 1    | 1    | 1    | 1    | 1    | 1    | 1    | 1    | 2    | 2    | 2    | 2    | 2    |
| Место    | 1    | 1    | 11   | 2    | 12   | 12   | 9    | 5    | 2    | 4    | 1    | 12   | 11   | 14   | 12   | 11   | 12   | 16   | 7    | 5    | 8    | 12   | 9    |

## Тренерский штаб
| Позиция в клубе           | Персонал              |
| ------------------------- | --------------------- |
| Главный тренер            | Хуан Рамон Лопес Каро |
| Помощник главного тренера | Лоренцо Антолинез     |
| Тренер вратарей           | Мартин Руиз           |
| Тренер по фитнесу         | Седрик Тиус           |